# Simple Gifts
Simple Gifts est une chanson de Shakers écrite et composée en 1848, généralement attribuée à Joseph Brackett du village d'Alfred Shaker .

## Contexte et composition
L'air est écrit en 1848.  Il existe deux récits contradictoires d'origine Shaker quant au compositeur de la chanson. Un compte attribue la chanson à un « esprit nègre » entendu à Canterbury dans le New Hampshire, qui ferait de la chanson une « chanson cadeau » reçue par un Shaker du monde des esprits. Alternativement, et plus largement accepté, le compositeur de la chanson serait Joseph Brackett (1797–1882) d' Alfred, Maine.  Résident dans l'État depuis toujours, il rejoint les Shakers pour la première fois à Gorham lorsque la ferme de son père aide à former le noyau d'une nouvelle colonie de Shakers. 

## Résurgence et popularité
La chanson est largement inconnue en dehors des communautés Shaker jusqu'à ce qu'Aaron Copland utilise sa mélodie pour la partition du ballent Appalachian Spring de Martha Graham, joué pour la première fois en 1944. (Les shakers priaient autrefois sur Holy Mount, dans la partie Massachusetts des Appalaches). Copland utilisé Simple Gifts une deuxième fois en 1950 dans son premier ensemble de Old American Songs pour voix et piano, qui sera ensuite orchestré.

## Paroles
Copland utilise le couplet original de Brackett pour les paroles de sa chanson à un couplet :
’Tis the gift to be simple, ’tis the gift to be free

 ’Tis the gift to come down where we ought to be,

And when we find ourselves in the place just right,

 ’Twill be in the valley of love and delight.

When true simplicity is gained,

 To bow and to bend we shan’t be ashamed,

To turn, turn will be our delight,

 Till by turning, turning we come ’round right.
Plusieurs manuscrits de Shaker indiquent qu'il s'agit d'une « chanson dansante » ou d'une « danse rapide ».  «Tourner» est un thème commun dans la théologie chrétienne, mais les références à « tourner » dans les deux dernières lignes sont également identifiées comme des instructions de danse. Lorsque la danse traditionnelle est exécutée correctement, chaque danseur se retrouve là où il a commencé, « viens à droite ».

## Mélodie
Un manuscrit de Mary Hazzard du New Lebanon, New York, la communauté Shaker enregistre cette version originale de la mélodie:
La chanson ressemble un peu à plusieurs répétitions des premières mesures de la composition de la renaissance de William Byrd, The Barley Break, dans laquelle Byrd imite les enfants de la campagne jouant à un jeu folklorique .[réf. nécessaire] De même, Brackett est prétendu avoir proposé la chanson comme une imitation de ce à quoi ressemble la musique folklorique.[réf. nécessaire]
Un thème musical quelque peu similaire apparaît également dans une œuvre pour ensemble de cuivres Canzon per sonare no. 2 par Giovanni Gabrieli (c.1555-1612).
Beaucoup de gens croient à tort que l'air de Simple Gifts est un air celtique traditionnel, mais la musique et les paroles originales sont en fait les compositions de Brackett. Simple Gifts sera adapté ou arrangé à plusieurs reprises par des chanteurs et des compositeurs. 

### Lord of the Dance
Une version bien connue est due à l'auteur-compositeur anglais Sydney Carter, qui adapte l'air Shaker pour sa chanson Lord of the Dance, publiée pour la première fois en 1963. 
Les paroles de Carter sont adaptées, dans l'ignorance des origines réelles, sans autorisation ni reconnaissance de Ronan Hardiman, pour la comédie musicale de danse Lord of the Dance de Michael Flatley, créée en 1996. La mélodie est utilisée à divers moments du spectacle, y compris la pièce intitulée Lord of the Dance.  D'autres adaptations des paroles de Carter ont lieu dans la croyance largement répandue qu'elles sont traditionnelles et dans le domaine public .[réf. nécessaire]

## Utilisation ultérieure
- La mélodie Simple Gift des Shakers apparaît dans la musique d 'Aaron Copland pour le ballet Appalachian Spring . Pendant de nombreuses années, un extrait sera utilisé comme thème d'ouverture de la série documentaire télévisée CBS News, CBS Reports . De plus, plusieurs arrangements du compositeur Rick Krizman ont été composés pour la série d'actualités tabloïd American Journal .
- Judy Collins inclut la chanson sur son album de 1970 Whales & Nightingales .
- REM utilise cette chanson en introduction de leur chanson I Believe pendant la dernière moitié de leur tournée de concerts 1987.
- La chanson est incorporée dans les pistes d'ouverture et de clôture de l'album de 1990 Simple Gifts: Instrumental Arrangements of Shaker Melodies de William Coulter et Barry Phillips .
- John P. Zdechlik utilisé Simple Gifts dans Chorale and Shaker Dance, une composition de 1972 pour orchestre d'harmonie. En 2004, Robert Steadman arrange la mélodie pour orchestre avec une trompette hors scène et un final percutant et influencé par la musique de danse. Frank Ticheli écrit également une version de Simple Gifts, présentée dans Simple Gifts: Four Shaker Songs[9] .
- La composition Air and Simple Gifts de John Williams utilise le thème de l'hymne. Williams compose la pièce pour le clarinettiste Anthony McGill, le violoniste Itzhak Perlman, le violoncelliste Yo-Yo Ma et la pianiste Gabriela Montero pour jouer à l'inauguration de Barack Obama le 20 janvier 2009[10].
- Simple Gifts est joué en 2009 par le Santa Clara Vanguard Drum and Bugle Corps dans le cadre de leur programme Ballet for Martha (titre de travail de Copland pour Appalachian Spring[11] ).
- Le chanteur islandais Jónsi reprend la chanson pour le film de 2017 The Circle[12].
- Trans World Airlines utiliséela chanson pour ses publicités et ses vidéos de sécurité de la fin des années 1990 à 2000 avant que la compagnie aérienne ne fusionne avec American Airlines[13].
- En 2006, le groupe folk rock Blackmore's Night adapte la chanson sur son album de chants de Noël Winter Carols sous le titre Lord of the Dance / Simple Gifts.

## Dans la culture populaire
- La chanson a été utilisée dans le film de 1963 des Boulting Brothers Heavens Above![14] .
- Hannibal Heyes (Pete Duel) la chante dans Alias Smith et Jones dans l'épisode de 1971 (deuxième saison) The Posse That Doesn't Quit. Quelques mois plus tard, l'acteur se suicidera[15].
- Simple Gifts dans des pièces telles que Chorale and Shaker Dance et Appalachian Spring figurent dans le répertoire de musique populaire pour les tambours et les fanfares. Parmi eux se trouvent 1987 Garfield Cadets, 1992 Blue Knights et 2009 Santa Clara Vanguard . La fanfare de l’université d’État des Appalaches donne également une interprétation de Simple Gifts dans le cadre d’une tradition avant les matchs de football. Un extrait de Simple Gifts est également joué après chaque premier descendant de Mountaineer. La fanfare d'alpiniste de l'université de Virginie occidentale, connue sous le nom de la fierté de la Virginie occidentale, exécute un arrangement de la chanson pendant les jeux de football d'alpiniste depuis 1973[16].

## Versets supplémentaires
Deux versets supplémentaires, plus tardifs non-Shaker, existent pour la chanson, comme suit :
'Tis the gift to be loved and that love to return,
'Tis the gift to be taught and a richer gift to learn,
And when we expect of others what we try to live each day,
Then we'll all live together and we'll all learn to say,
(refrain)
'Tis the gift to have friends and a true friend to be,
'Tis the gift to think of others not to only think of "me",
And when we hear what others really think and really feel,
Then we'll all live together with a love that is real.
(refrain)
Tis the gift to be loving, tis the best gift of all
Like a quiet rain it blesses where it falls
And with it we will truly believe
Tis better to give than it is to receive
Et une alternative supplémentaire :
The Earth is our mother and the fullness thereof,
Her streets, her slums, as well as stars above.
Salvation is here where we laugh, where we cry,
Where we seek and love, where we live and die.
When true liberty is found,
By fear and by hate we will no more be bound.
In love and in light we will find our new birth
And in peace and freedom, redeem the Earth.
Un autre verset alternatif :
'tis a gift to be simple, 'tis a gift to be fair
'tis a gift to wake and breathe the morning air
and each day we walk on the path that we choose
'tis a gift we pray we never shall lose
Une version diffusée pendant la musique et la parole prononcée :
'Tis the gift to be simple
'Tis the gift to be free
'Tis the gift to come down where we ought to be
And when we find ourselves in the place just right
'Twill be in the valley of love and delight
Refrain :
When true simplicity is gained
To bow and to bend, we shan't be ashamed
To turn, turn, will be our delight
'Til by turning, turning, we come round right
'Tis a gift to be simple
'Tis a gift to be true
'Tis a gift to labor 'til the day is through
And when we find ourselves in the place so fine
'Twill be in the cool of the birch and the pine
(Refrain)
'Tis a gift to be joyful
'Tis a gift to be free
'Tis a gift, 'tis a gift, 'tis a simple gift to be
And when you find yourself in the pure delight
The gift to be simple has led you alright
(Refrain)
(Refrain)
In the place just right
In the place just right
'Til by turning, turning, we come round right